# Campeonato Pernambucano de Futebol de 2019
O Campeonato Pernambucano de Futebol de 2019 foi a 105.ª edição do torneiro realizado no estado de Pernambuco e organizado pela Federação Pernambucana de Futebol.  O campeonato conta com a participação de dez equipes entre 19 de janeiro e 21 de abril. Foi marcado por ter a volta do clube Petrolina, que estava ausente da elite desde 2013.
Na grande finalíssima do campeonato, no Estádio Ilha do Retiro  o  Sport garantiu seu 42° título do torneio depois de perder para o Náutico no tempo normal por 2–1, superou o rival na disputa de pênaltis por (4–3). 
No jogo da ida, vitória do leão por 1–0, no Estádio dos Aflitos.
Os dois finalistas, juntamente com o Afogados obtiveram o direito de disputar a Copa do Brasil de 2020.

## Formato e Regulamento
Primeira fase - Todos os dez clubes se enfrentam em jogos de ida, se classificando os oito melhores colocados. Os dois últimos serão rebaixados para a Série A2 de 2020.
Segunda fase (quartas de final) - Disputada em jogo único, com o 1º colocado enfrentando o 8º, o 2º jogando contra o 7º, o 3º diante do 6º e o 4º duelando contra o 5º. Os times de melhores campanhas na primeira fase fazem a partida como mandantes. Em caso de igualdade, a decisão será nos pênaltis.
Terceira fase (semifinal) - Disputada também em apenas uma partida, com os clubes de melhor campanha atuando em casa. Em caso de igualdade, decisão nos pênaltis.
Quarta fase (final) - Realizada em jogos de ida e volta, com o time de melhor campanha fazendo o segundo jogo como mandante. Para a definição do campeão, será considerada a soma da pontuação nos dois jogos. Em caso de igualdade no número de pontos, o primeiro critério será o saldo de gols na fase (sem gol qualificado). Persistindo o empate nos 180 minutos, o campeão sairá nos pênaltis.

## Critérios de Desempate
Em caso de empate por pontos entre dois ou mais clubes, os critérios de desempate são aplicados na seguinte ordem:
1. Número de vitórias;
2. Saldo de gols;
3. Gols pró;
4. Confronto direto;
5. Menor número de cartões vermelhos;
6. Menor número de cartões amarelos;
7. Sorteio.

## Equipes Participantes
| Equipe                                                | Cidade                 | Em 2018 | Estádio (Mando)              | Capacidade   | Títulos (Último) | Part. |
| ----------------------------------------------------- | ---------------------- | ------- | ---------------------------- | ------------ | ---------------- | ----- |
| Afogados da Ingazeira Futebol Clube                   | Afogados da Ingazeira  | 8°      | SalgueirãoPaulo Coelho       | 12 070 6 000 | 0 (não possui)   | 3     |
| América Futebol Clube                                 | Recife                 | 7°      | Ademir Cunha                 | 12 000       | 6 (em 1944)      | 85    |
| Central Sport Club                                    | Caruaru                | 2°      | Estádio Luiz José de Lacerda | 19 478       | 0 (não possui)   | 58    |
| Flamengo Sport Club de Arcoverde                      | Arcoverde              | 9°      | Áureo Bradley                | 3 000        | 0 (não possui)   | 7     |
| Clube Náutico Capibaribe                              | Recife                 | 1°      | Aflitos                      | 19 800       | 22 (em 2018)     | 104   |
| Petrolina Social Futebol Clube                        | Petrolina              | 1° (A2) | Paulo Coelho                 | 6 000        | 0 (não possui)   | 10    |
| Salgueiro Atlético Clube                              | Salgueiro              | 4°      | Cornélio de Barros           | 12 070       | 0 (não possui)   | 13    |
| Santa Cruz Futebol Clube                              | Recife                 | 6°      | Arruda                       | 60 044       | 29 (em 2016)     | 105   |
| Sport Club do Recife                                  | Recife                 | 3°      | Ilha do Retiro               | 30 000       | 41 (em 2017)     | 103   |
| Associação Acadêmica e Desportiva Vitória das Tabocas | Vitória de Santo Antão | 5º      | Arena de Pernambuco          | 44 300       | 0 (não possui)   | 8     |

## Calendário
O cronograma da competição foi divulgado em 21 de Novembro de 2018 e compreende as seguintes datas:
| 1ª Rodada:       | 19–20 de janeiro                 | 19–20 de janeiro                 |             |             |
| 2ª Rodada:       | 23–24 e 30 de janeiro            | 23–24 e 30 de janeiro            |             |             |
| 3ª Rodada:       | 27 e 29–30 de janeiro            | 27 e 29–30 de janeiro            |             |             |
| 4ª Rodada:       | 3 e 6 de fevereiro               | 3 e 6 de fevereiro               |             |             |
| 5ª Rodada:       | 10–16 de fevereiro e 06 de março | 10–16 de fevereiro e 06 de março |             |             |
| 6ª Rodada:       | 17 e 24 de fevereiro             | 17 e 24 de fevereiro             |             |             |
| 7ª Rodada:       | 27–28 de fevereiro               | 27–28 de fevereiro               |             |             |
| 8ª Rodada:       | 10 e 13–14 de março              | 10 e 13–14 de março              |             |             |
| 9ª Rodada:       | 17 de março                      | 17 de março                      |             |             |
| Segunda Fase     |                                  |                                  |             |             |
| Quartas de final | 20–24 e 27 de março              | 20–24 e 27 de março              |             |             |
| Semifinal        | 3 e 7 de abril                   | 3 e 7 de abril                   |             |             |
| 3º lugar         | 13 de abril                      | 13 de abril                      |             |             |
| Final            |                                  |                                  |             |             |
| Jogo de ida      | 14 de abril                      | 14 de abril                      | 14 de abril | 14 de abril |
| Jogo de volta    | 21 de abril                      | 21 de abril                      | 21 de abril | 21 de abril |

## Primeira Fase
| Pos | Equipes               | Pts | J | V | E | D | GP | GC | SG  | %    | DF      | Classificação ou rebaixamento                |
| --- | --------------------- | --- | - | - | - | - | -- | -- | --- | ---- | ------- | -------------------------------------------- |
| 1   | Sport                 | 21  | 9 | 7 | 0 | 2 | 21 | 7  | +14 | 77.8 | Estável | Zona de Classificação para à Segunda fase    |
| 2   | Náutico               | 19  | 9 | 6 | 1 | 2 | 18 | 8  | +10 | 70.4 | Estável | Zona de Classificação para à Segunda fase    |
| 3   | Santa Cruz            | 17  | 9 | 5 | 2 | 2 | 12 | 8  | +4  | 63   | Estável | Zona de Classificação para à Segunda fase    |
| 4   | Salgueiro             | 16  | 9 | 5 | 1 | 3 | 21 | 15 | +6  | 59.3 | 1       | Zona de Classificação para à Segunda fase    |
| 5   | Central               | 16  | 9 | 5 | 1 | 3 | 12 | 9  | +3  | 59.3 | 1       | Zona de Classificação para à Segunda fase    |
| 6   | Afogados              | 12  | 9 | 3 | 3 | 3 | 13 | 17 | –4  | 44.4 | Estável | Zona de Classificação para à Segunda fase    |
| 7   | Vitória das Tabocas   | 9   | 9 | 2 | 3 | 4 | 8  | 14 | –6  | 33.3 | Estável | Zona de Classificação para à Segunda fase    |
| 8   | Petrolina             | 8   | 9 | 2 | 2 | 5 | 5  | 12 | –7  | 29.6 | Estável | Zona de Classificação para à Segunda fase    |
| 9   | América-PE            | 1   | 9 | 0 | 1 | 8 | 3  | 16 | –13 | 3.7  | Estável | Zona de Rebaixamento para à Série A2 de 2020 |
| 10  | Flamengo de Arcoverde | –5¹ | 9 | 2 | 2 | 5 | 13 | 19 | –6  | 29.6 | Estável | Zona de Rebaixamento para à Série A2 de 2020 |

¹Flamengo de Arcoverde perde 13 pontos após julgamento no TJD-PE pela escalação irregular do atleta Júnior Gravatá.

## Confrontos
Para ler a tabela, a linha horizontal representa os jogos da equipe como mandante. A coluna vertical indica os jogos da equipe como visitante.
|                       | AFO | AME | CEN | FAR | NAU | PET | SAL | STC | SPO | VPE |
| --------------------- | --- | --- | --- | --- | --- | --- | --- | --- | --- | --- |
| Afogados              | —   |     |     | 2–1 | 1–3 | 1–0 | 2–2 |     |     |     |
| América-PE            | 1–2 | —   | 1–2 |     | 0–1 |     |     |     | 0–2 |     |
| Central               | 1–1 |     | —   |     | 2–1 | 0–1 | 3–2 |     | 1–2 |     |
| Flamengo de Arcoverde |     | 2–1 | 0–2 | —   |     |     |     | 1–1 |     | 1–1 |
| Náutico               |     |     |     | 4–2 | —   | 5–0 | 1–0 | 0–0 |     | 2–0 |
| Petrolina             |     | 0–0 |     | 2–0 |     | —   |     | 1–2 |     | 0–0 |
| Salgueiro             |     | 3–0 |     | 4–3 |     | 2–1 | —   | 2–0 |     | 6–1 |
| Santa Cruz            | 4–1 | 3–0 | 1–0 |     |     |     |     | —   | 1–0 |     |
| Sport                 | 3–1 |     |     | 2–3 | 3–1 | 3–0 | 4–0 |     | —   |     |
| Vitória das Tabocas   | 2–2 | 1–0 | 0–1 |     |     |     |     | 3–0 | 0–2 | —   |

| Vitória do mandante; Vitória do visitante; Empate. | Em vermelho os jogos da próxima rodada; Em negrito os jogos "clássicos". |

## Desempenho por Rodada
Clubes que lideraram ao final de cada rodada:
| 1   | 2   | 3   | 4   | 5   | 6   | 7   | 8   | 9   |
| SAL | CEN | CEN | CEN | STC | STC | CEN | SPO | SPO |

Clubes que ficaram em último lugar ao final de cada rodada:
| 1   | 2   | 3   | 4   | 5   | 6   | 7   | 8   | 9   |
| VPE | VPE | VPE | VPE | PET | AME | AME | FAR | FAR |

## Segunda Fase
Em itálico, os times que possuem o mando de campo e em negrito os times classificados.
|  | Quartas de final 20 a 27 de março | Quartas de final 20 a 27 de março | Quartas de final 20 a 27 de março |       |            | Semifinais 3 e 7 de abril | Semifinais 3 e 7 de abril | Semifinais 3 e 7 de abril |  |  | Final 14 e 21 de abril | Final 14 e 21 de abril | Final 14 e 21 de abril | Final 14 e 21 de abril | Final 14 e 21 de abril |
|  |                                   |                                   |                                   |       |            |                           |                           |                           |  |  |                        |                        |                        |                        |                        |
|  | 2º                                | Náutico                           | 3                                 |       |            |                           |                           |                           |  |  |                        |                        |                        |                        |                        |
|  | 7º                                | Vitória das Tabocas               | 0                                 |       |            |                           |                           |                           |  |  |                        |                        |                        |                        |                        |
|  | 7º                                | Vitória das Tabocas               | 0                                 |       | S2         | Náutico                   | 2                         |                           |  |  |                        |                        |                        |                        |                        |
|  |                                   |                                   |                                   |       | S2         | Náutico                   | 2                         |                           |  |  |                        |                        |                        |                        |                        |
|  |                                   | S3                                | Afogados                          | 0     |            |                           |                           |                           |  |  |                        |                        |                        |                        |                        |
|  | 3º                                | S3                                | Afogados                          | 0     | Santa Cruz | 1 (1)                     |                           |                           |  |  |                        |                        |                        |                        |                        |
|  | 3º                                |                                   |                                   |       | Santa Cruz | 1 (1)                     |                           |                           |  |  |                        |                        |                        |                        |                        |
|  | 6º                                | Afogados (pen)                    | 1 (3)                             |       |            |                           |                           |                           |  |  |                        |                        |                        |                        |                        |
|  |                                   |                                   |                                   |       |            |                           |                           |                           |  |  | F1                     | Náutico                | 0                      | 2                      |                        |
|  |                                   |                                   | F2                                | Sport | 1          | 1                         |                           |                           |  |  |                        |                        |                        |                        |                        |
|  | 1º                                | Sport                             | 4                                 |       |            |                           |                           |                           |  |  |                        |                        |                        |                        |                        |
|  | 8º                                | Petrolina                         | 0                                 |       |            |                           |                           |                           |  |  |                        |                        |                        |                        |                        |
|  | 8º                                | Petrolina                         | 0                                 |       | S1         | Sport                     | 3                         |                           |  |  |                        |                        |                        |                        |                        |
|  |                                   |                                   |                                   |       | S1         | Sport                     | 3                         |                           |  |  |                        |                        |                        |                        |                        |
|  |                                   | S4                                | Salgueiro                         | 1     |            |                           |                           |                           |  |  |                        |                        |                        |                        |                        |
|  | 4º                                | S4                                | Salgueiro                         | 1     | Salgueiro  | 2                         |                           |                           |  |  |                        |                        |                        |                        |                        |
|  | 4º                                |                                   |                                   |       | Salgueiro  | 2                         |                           |                           |  |  |                        |                        |                        |                        |                        |
|  | 5º                                | Central                           | 1                                 |       |            |                           |                           |                           |  |  |                        |                        |                        |                        |                        |

|  | Disputa do 3° lugar 13 de abril |   |
|  |                                 |   |
|  | Salgueiro                       | 2 |
|  | Afogados                        | 3 |

## Premiação
| \| Campeão Pernambucano de 2019 \| \| ---------------------------- \| \| Sport Campeão (42° título) \| |
| Campeão Pernambucano de 2019                                                                           |
| Sport Campeão (42° título)                                                                             |

|  |

| Vice Campeão: | Terceiro Colocado: | Quarto Colocado: | Artilheiro:              | Melhor goleiro: |
| ------------- | ------------------ | ---------------- | ------------------------ | --------------- |
| Náutico       | Afogados           | Salgueiro        | Hernane (Sport) – 9 gols | Mailson (Sport) |

## Classificação Geral
| Pos | Equipes               | Pts | J  | V  | E | D | GP | GC | SG  | %    | Classificação ou rebaixamento                                                |
| --- | --------------------- | --- | -- | -- | - | - | -- | -- | --- | ---- | ---------------------------------------------------------------------------- |
| 1   | Sport                 | 30  | 13 | 10 | 0 | 3 | 30 | 10 | +10 | 76.9 | Campeão, Copa do Brasil 2020 e Copa do Nordeste 2020                         |
| 2   | Náutico               | 28  | 13 | 9  | 1 | 3 | 25 | 10 | +15 | 71.7 | Vice-campeão, Copa do Brasil 2020 e Fase Preliminar da Copa do Nordeste 2020 |
| 3   | Afogados              | 16  | 12 | 4  | 4 | 4 | 17 | 22 | –5  | 44.4 | Eliminado na Semifinal, Série D de 2020 e Copa do Brasil 2020                |
| 4   | Salgueiro             | 19  | 12 | 6  | 1 | 5 | 26 | 22 | +4  | 52.7 | Eliminado na Semifinal e Série D de 2020                                     |
| 5   | Santa Cruz            | 18  | 10 | 5  | 3 | 2 | 13 | 9  | +4  | 60.0 | Eliminado nas Quartas de Final e Copa do Nordeste 2020                       |
| 6   | Central               | 16  | 10 | 5  | 1 | 4 | 13 | 11 | +2  | 53.3 | Eliminado nas Quartas de Final e Série D de 2020                             |
| 7   | Vitória das Tabocas   | 9   | 10 | 2  | 3 | 5 | 8  | 17 | –9  | 30.0 | Eliminados nas Quartas de Final                                              |
| 8   | Petrolina             | 8   | 10 | 2  | 2 | 6 | 5  | 17 | –12 | 26.6 | Eliminados nas Quartas de Final                                              |
| 9   | América-PE            | 1   | 9  | 0  | 1 | 8 | 3  | 16 | –13 | 3.7  | Rebaixados à Série A2 de 2020                                                |
| 10  | Flamengo de Arcoverde | –5¹ | 9  | 2  | 2 | 5 | 13 | 19 | –6  | 29.6 | Rebaixados à Série A2 de 2020                                                |

¹Flamengo de Arcoverde perde 13 pontos após julgamento no TJD-PE pela escalação irregular do atleta Júnior Gravatá.

## Artilharia
Atualizado em 21 de Abril de 2019.
| Pos. | Jogador              | Equipe                | Gols |
| ---- | -------------------- | --------------------- | ---- |
| 1°   | Hernane              | Sport                 | 9    |
| 2°   | Muller Fernandes     | Salgueiro             | 6    |
| 2°   | Diego Ceará          | Afogados              | 6    |
| 3°   | Willian Anicete      | Salgueiro             | 5    |
| 4°   | Leandro Costa        | Central               | 4    |
| 4°   | Erikys Júnior        | Flamengo de Arcoverde | 4    |
| 4°   | Rodrigo              | Afogados              | 4    |
| 4°   | Ezequiel             | Sport                 | 4    |
| 4°   | Wallace Pernambucano | Náutico               | 4    |
| 4°   | Allan Dias           | Santa Cruz            | 4    |
| 4°   | Pedro Maycon         | Flamengo de Arcoverde | 4    |
| 4°   | Willian Anicete      | Salgueiro             | 4    |
| 4°   | Guilherme            | Sport                 | 4    |

### Hat-tricks
| Jogador | Clube | Adversário | Placar | Data | Ref. |
| ------- | ----- | ---------- | ------ | ---- | ---- |

## Maiores Públicos
Esses são os dez jogos de maior público do campeonato:

## Médias de Público
Estas são as médias de público dos clubes no campeonato, considerando jogos das equipes em todas as fases e como mandantes:
| N° | Time                  | Média  | Total  | Mandos[PF] |
| -- | --------------------- | ------ | ------ | ---------- |
| 1  | Sport                 | 11 266 | 90 133 | 8          |
| 2  | Náutico               | 5 806  | 46 455 | 8          |
| 3  | Santa Cruz            | 5 799  | 28 995 | 5          |
| 4  | Central               | 2 831  | 14 159 | 5          |
| 5  | Vitória das Tabocas   | 1 078  | 5 390  | 5          |
| 6  | Afogados              | 907    | 3 629  | 4          |
| 7  | Salgueiro             | 903    | 6 322  | 7          |
| 8  | Flamengo de Arcoverde | 889    | 3 556  | 4          |
| 9  | Petrolina             | 656    | 2 624  | 4          |
| 10 | América-PE            | 568    | 1 706  | 3          |

- PF. ^ Jogos com portões fechados não são considerados.

## Mudança de Técnicos
| Clube                 | Antecessor         | Motivo    | Data            | Última partida                      | Rod | Pos       | Sucessor       | Ref.                 |
| --------------------- | ------------------ | --------- | --------------- | ----------------------------------- | --- | --------- | -------------- | -------------------- |
| Vitória das Tabocas   | Fernando Alcântara | Resignado | 24 de janeiro   | Vitória das Tabocas 0–2 Sport       | 2ª  | 10º lugar | Fernando Lins  | [ 10 ]               |
| América-PE            | Roberto de Jesus   | Demitido  | 12 de fevereiro | Vitória das Tabocas 1–0 América-PE  | 5ª  | 9º lugar  | Wilton Bezerra |                      |
| Petrolina             | Lima               | Demitido  | 14 de fevereiro | Sport 3–0 Petrolina                 | 5ª  | 10º lugar | Neco           | [ 11 ] [ 12 ]        |
| Sport                 | Milton Cruz        | Resignado | 18 de fevereiro | Santa Cruz 1–0 Sport                | 6ª  | 3º lugar  | Guto Ferreira  | [ 13 ] [ 14 ] [ 15 ] |
| Flamengo de Arcoverde | Nilson Corrêa      | Demitido  | 28 de fevereiro | Petrolina 2–0 Flamengo de Arcoverde | 7ª  | 9º lugar  | Adelmo Soares  | [ 16 ] [ 17 ]        |
| Central               | Estevam Soares     | Demitido  | 17 de março     | Central 1–2 Sport                   | 9ª  | 5º lugar  | Catende        | [ 18 ] [ 19 ]        |

## Ver Também
- Campeonato Pernambucano de Futebol de 2019 - Série A2
- Campeonato Pernambucano de Futebol de 2019 - Série A3
- Copa do Nordeste de Futebol de 2019
- Futebol do Nordeste do Brasil

## Ligações Externas
- Tabela do Campeonato Pernambucano de 2019
- Cam. Per.